# Спенс, Малкольм Клайв
Малкольм Клайв Спенс (англ. Malcolm Clive Spence; 4 сентября 1937 — 30 декабря 2010) — южноафриканский бегун-спринтер, в основном выступающий в беге на 400 метров. Бронзовый призёр Олимпийских игр 1960 года.

## Биография
Родился в Йоханнесбурге 4 сентября 1937 года. Поступил в колледж Сент-Джон, а затем в Университет Родса для получении степени бакалавра коммерции, но оставил учёбу ради лёгкой атлетики.
В 19 лет принял участие в Олимпиаде в Мельбурне, где в забеге на 400 метров дошёл до финала и занял шестое место.
В 1958 году принял участие в Играх Британской империи и Содружества наций в Кардиффе. В забеге на 440 ярдов (402,34 метров) был обойдён индийским бегуном Милкой Сингхом и занял второе место.
В эстафете на ту же дистанцию взял золото, вместе с Джерольдом Эвансом, Гертом Потгитером и Гордоном Дей.
На Олимпиаде в Риме заработал бронзу, уступив в финальном забеге американцу Отису Дэвису и немцу Карлу Кауфманну. За две недели до финала, он сильно повредил ахиллово сухожилие, из-за чего не мог тренироваться и нуждался в болеутоляющих перед каждой гонкой.
Перед финалом эстафеты на 400 метров, ему было сделано восемь инъекций. Он пробежал последний отрезок за 45,6 секунд, и команда ЮАР заняла четвертое место.
Бронза, полученная Спенсом, была последней олимпийской медалью ЮАР перед тем, как страна была дисквалифицирована в ответ на политику апартеида.
После этого он оставил спорт и начал работать в семейной судоходной компании, которую основал его отец, Ральф Спенс. Малкольм умер от рака в 2010 году, оставив после себя жену Наоми и четверых детей.